# Kasane (manga)
Kasane (累－かさね－?) è un manga seinen, scritto e disegnato da Daruma Matsuura. Opera di debutto dell'autrice, la serie è stata pubblicata sulla rivista Evening di Kōdansha dal 23 aprile 2013 al 10 agosto 2018. I capitoli sono stati poi raccolti in quattordici volumi tankōbon pubblicati tra l'ottobre del 2013 e il settembre del 2018.
L'edizione italiana del manga è stata curata da Edizioni BD sotto l'etichetta J-Pop che, dal 24 giugno 2020, ha fatto uscire con cadenza bimestrale tutti i volumi della serie, pubblicandone l'ultimo il 10 agosto 2022.

## Trama
Kasane Fuchi è un'adolescente che, a causa del suo aspetto fisico, è stata costantemente tormentata dagli altri ragazzi; al contrario, sua madre era una donna di rara bellezza, morta tuttavia prematuramente. In realtà, la giovane possiede delle straordinarie doti da attrice, ma con il passare del tempo ha sviluppato un complesso di inferiorità che l'ha resa estremamente introversa. A un certo punto, la ragazza si ricorda tuttavia dell'ultimo dono ricevuto dalla madreː un particolare rossetto che, se usato, permette di scambiare la propria faccia con quella della persona baciata. La giovane decide così di intraprendere la carriera nel mondo dello spettacolo, diventando una "ladra di volti".

## Concezione e sviluppo
Prima del debutto di Kasane, Daruma Matsuura aveva pubblicato per la rivista Evening di Kōdansha due one-shot, Chokorētominto no hatsukoi (チョコレートミントの初恋?, lett. "Primo amore, cioccolato e menta") nel 2009 e Yukionna to yūrei (雪女と幽霊?, lett. "Yuki-onna e fantasmi") nel 2012; entrambi i lavori sono valsi all'autrice due premi da parte della rivista.
L'idea dello scambio di volti tramite un bacio col rossetto era presente già ai tempi del primo one-shot, alla quale l'autrice ha poi aggiunto la tematica della contrapposizione fra bello e brutto in senso estetico. Inizialmente, il titolo originale di Kasane era Senbō no karasu (羨望のカラス?, lett. "Corvo d'invidia") ed era pensata come una storia di vendetta. L'ispirazione per tali temi è venuta dal "Kasane-ga-fuchi", storia di fantasmi risalente al periodo Edo nel quale si racconta di una giovane donna chiamata Kiku che viene posseduta dallo spettro di Kasane, defunta moglie del padre di Kiku e da egli uccisa tempo addietro a causa del suo aspetto orribile. Kasane torna quindi per maledire e tormentare il suo assassino, ma alla fine verrà esorcizzata da un monaco buddhista e Kiku liberata dallo spettro.
Il teatro come elemento cardine della storia è stato inserito solo in un secondo momento. Secondo l'autrice, infatti, il teatro ha aggiunto "umanità" alla storia rendendola più complessa e non semplicemente il racconto di una vendetta: essendo la recitazione l'arte di "diventare qualcun altro", questa si sposava perfettamente con l'idea dello scambio di volti. La sua attività nel club teatrale al liceo le ha inoltre permesso di aggiungere realismo alle vicende mostrate. In più occasioni la Matsuura ha infatti raccontato come lei abbia attinto principalmente dalla propria esperienza personale per disegnare il manga. Tale intenzione si riflette anche sui testi teatrali mostrati nel fumetto: l'autrice infatti non si considera una fervente appassionata di teatro e pertanto ha ritenuto adatto rappresentare solo opere estremamente famose e considerate basilari nel mondo del teatro, come Il gabbiano di Čechov o il Macbeth di William Shakespeare.
Per quanto riguarda lo stile del manga, esso viene spesso accostato al fumetto dell'epoca Shōwa, aspetto riconosciuto dalla stessa Matsura che tra le sue influenze menziona, appunto, mangaka come Osamu Tezuka e Shigeru Mizuki e opere come Rocky Joe e Tommy la stella dei Giants.

## Media

### Manga
In Giappone l'opera è stata serializzata da Kōdansha sulla rivista Evening tra il 23 aprile 2013 e il 10 agosto 2018. I capitoli sono stati poi raccolti in 14 volumi tankōbon pubblicati dal 23 ottobre 2013 al 7 settembre 2018. I diritti per un'edizione italiana del manga sono stati acquistati da Edizioni BD, che ha pubblicato la serie con cadenza bimestrale dal 17 giugno 2020 al 10 agosto 2022. Nel nordamerica l'opera è stata pubblicata in formato digitale dalla divisione statunitense di Kōdansha a partire da maggio 2017, mentre in Francia è stata pubblicata da Ki-oon dal maggio del 2016.
In Giappone, il volume 13 è stato pubblicato anche in un'edizione speciale che contiene una storia breve intitolata Sazanami no Ito (漣の糸?, lett. "Il filo del disagio") avente come protagoniste una piccola Kasane e sua madre, Izana, sotto le spoglie di Sukeyo Fuchi.

#### Volumi
| 1  | 23 ottobre 2013 | ISBN 978-4-06-352485-7                                                      | 24 giugno 2020   | ISBN 978-88-349-0163-2 |
| 1  | Capitoli - 1. Kasane (かさね?, Kasane) - 2. Cenerentola (シンデレラ?, Shinderera) - 3. Iku Igarashi (五十嵐 幾?, Igarashi Iku) - 4. Lo stesso cielo stellato (同じ星空?, Onaji hoshizora) - 5. Creature diverse (違う生きもの?, Chigau ikimono) - 6. Il luogo in cui cadono le stelle (星の降る場所?, Hoshi no furu basho) - 7. Il visitatore (来訪者?, Raihōsha) - 8. L'invito (いざない?, Izanai) |                                                                             |                  |                        |
| 1  | Trama Sukeyo Fuchi è stata una grandissima attrice, dalla bellezza disarmante e da un talento più unico che raro, morta però prematuramente lasciando orfana sua figlia, la piccola Kasane. A differenza della madre, la bimba possiede un volto deforme e a causa di ciò è sempre presa di mira dai bulli della classe, i quali non credono nemmeno che lei sia la figlia della leggendaria e bellissima attrice. Con l'obiettivo di umiliarla, la sua compagna di classe Ichika Nishizawa la costringe ad interpretare Cenerentola nell'omonimo spettacolo teatrale durante il festival culturale della scuola elementare. Lì Kasane scopre il suo talento per la recitazione e, nonostante il terribile aspetto, riesce comunque a fare un'ottima impressione sul pubblico che acclama la sua interpretazione. Trovandosi messa in disparte, Nishizawa la forza a cederle il ruolo di protagonista e in quell'occasione Kasane scopre il segreto del misterioso rossetto lasciatole dalla madre: se chi lo indossa bacia un'altra persona, il rossetto permette di scambiare volto e voce con quest'ultima. Kasane scambia perciò il volto con Nishizawa, continuando quindi a recitare sotto le sue spoglie. Alla fine del festival, le due bambine si ritrovano sul tetto della scuola e, dopo un acceso litigio, Nishizawa muore cadendo dal cornicione. Passa qualche anno e Kasane frequenta il liceo. Iscrittasi al club di teatro, conosce la bellissima e talentuosa attrice Iku Igarashi con la quale sembra stringere amicizia; tuttavia, il senso d'inferiorità sviluppato da Kasane durante gli anni non le permette di coltivare l'amicizia che Igarashi cerca e Kasane finisce con l'approfittare di un malessere dell'amica per addormentarla col sonnifero e rubarle il volto: la ragazza reciterà quindi al posto di Igarashi nell'adattamento teatrale di Una notte sul treno della Via Lattea, conquistando ancora una volta il favore del pubblico per le sue grandi doti attoriali. Kasane lascerà poi il club di teatro. Durante la veglia funebre in memoria della madre tenuta dodici anni dopo la sua scomparsa, Kasane conosce Kingo Habuta, regista che in passato ha lavorato con Sukeyo Fuchi e che conosce il segreto del rossetto. Egli propone alla ragazza di lavorare con lui come attrice, offrendole la possibilità di sfruttare appieno i poteri del rossetto. |                                                                             |                  |                        |
| 2  | 23 gennaio 2014 | ISBN 978-4-06-352497-0                                                      | 26 agosto 2020   | ISBN 978-88-349-0343-8 |
| 2  | Capitoli - 9. Nina Tanzawa (丹沢ニナ?, Tanzawa Nina) - 10. Il gabbiano (かもめ?, Kamome) - 11. La bella addormentata (眠り姫?, Nemuri hime) - 12. Reita Ugo (烏合零太?, Ugō Reita) - 13. Violazione (侵蝕?, Mushibamu) - 14. Bacio (キス?, Kisu) - 15. Furia (逆鱗?, Gekirin) - 16. L'apparenza è tutto (見えるものがすべて?, Mieru mono ga subete) - 17. Le due Nina (二人のニーナ?, Futari no Nīna) |                                                                             |                  |                        |
| 2  | Trama Habuta presenta Kasane a Nina Tanzawa, aspirante attrice di grande bellezza ma con capacità recitative non eccellenti. Le due stringono un accordo affinché Kasane, indossando il volto di Nina, partecipi al suo posto a un'audizione per Il gabbiano di Čechov; Nina lavorerà invece come sua agente. Kasane ottiene il ruolo e prende quindi parte alle prove dello spettacolo, scambiando continuamente il volto con Nina e facendo la conoscenza del regista Reita Ugo, il quale aveva già incontrato Nina in passato. Il rapporto con l'uomo si fa più intimo e Kasane ha un appuntamento con lui ma Nina lo scopre e, in preda alla gelosia, rompe il patto che aveva stretto con Kasane: non potendo effettuare lo scambio, sarà la vera Nina Tanzawa ad andare all'appuntamento col regista. Il giorno dopo Nina torna da Kasane e le racconta di essere andata a letto con Ugo. L'attrice tuttavia cade in stato di ipersonnia e si scopre essere affetta dalla sindrome di Kleine-Levin, un raro disturbo del sonno che la costringe a letto addormentata per periodi di tempo molto lunghi. Era infatti questo il limite principale di Nina: l'incombenza di addormentarsi per molte settimane le ha sempre impedito di dedicarsi con costanza alla recitazione e per tale ragione si era rivolta a Kasane sperando di poterla sfruttare per lanciare la sua carriera da attrice. Una volta appresa la sua condizione, Kasane scambierà nuovamente il suo volto con quello di Nina e vivrà la sua vita da attrice di successo, creando una Nina Tanzawa diversa dall'originale sebbene uguale nell'aspetto fisico. |                                                                             |                  |                        |
| 3  | 23 maggio 2014 | ISBN 978-4-06-354516-6                                                      | 21 ottobre 2020  | ISBN 978-88-349-0396-4 |
| 3  | Capitoli - 18. Caduta in disgrazia (落魄?, Rakuhaku) - 19. Legame vitale (息の根?, Iki no ne) - 20. Aspettative (思惑?, Omowaku) - 21. Pentimento (懺悔?, Zange) - 22. Il castello di rovi (茨の城?, Ibara no shiro) - 23. Ciò che va protetto, ciò che va distrutto (守るべきもの 壊すべきもの?, Mamorubeki mono kowasubeki mono) - 24. A sangue freddo (冷血?, Reiketsu) - 25. Il filo rosso (あかい糸?, Akai ito) - 26. Una luce solitaria (孤高の光?, Kokō no hikari) |                                                                             |                  |                        |
| 3  | Trama Al suo risveglio Nina scopre che Kasane ha continuato a vivere sotto la sua identità: la persona chiamata Nina Tanzawa non è più lei, è diversa e irraggiungibile. Non potendo più vivere col suo nome, Nina decide di farla finita e tenta il suicidio buttandosi dal tetto di un palazzo ma non muore ma e cade in stato vegetativo. Prima che la gente possa accorrere sulla scena, Kasane raggiunge il corpo esanime di Nina e scambia i loro volti: ufficialmente diviene Kasane la donna in coma e Nina colei che se ne prende cura, tenendola rinchiusa in una stanza del suo appartamento. Adesso lei e Habuta possono utilizzare il rossetto senza alcun ostacolo: l'effetto del cosmetico dura al massimo dodici ore ma, col corpo di Nina in coma, Kasane è in grado di effettuare lo scambio a piacimento in qualunque momento. Kasane, o meglio, l'attrice Nina Tanzawa ottiene la parte di Salomè nell'omonima tragedia di Oscar Wilde. Lì si scontra con l'attore Nobuhiko Uno le cui osservazioni fanno vacillare Kasane come attrice. In aggiunta, dopo aver rinviato a lungo, si trova costretta ad incontrare i genitori di Nina che da tempo chiedono di incontrare la figlia. Mentre il padre non nota nulla di anomalo in sua figlia, la madre Tsugumi Tanzawa non riesce a riconoscere la figlia e inizia a nutrire dei sospetti, seppur basati sul nulla. Su suggerimento di Habuta, Kasane manipola il marito di Tsugumi facendogli credere che la madre di Nina soffra della sindrome di Capgras, una rara malattia psichiatrica che impedisce a chi ne è colpito di riconoscere i propri cari, convincendosi che siano state rimpiazzati da impostori a loro identici. A seguito di un incidente, la madre di Nina verrà allontanata dalla figlia e Kasane, recitando la parte della vittima, può continuare in libertà a rubare l'identità di Nina Tanzawa. |                                                                             |                  |                        |
| 4  | 23 ottobre 2014 | ISBN 978-4-06-354539-5                                                      | 16 dicembre 2020 | ISBN 978-88-349-0411-4 |
| 4  | Capitoli - 27. Salomè (サロメ?, Sarome) - 28. Un lampo di luce (閃光?, Senkō) - 29. Nogiku (野菊?, Nogiku) - 30. La figlia del karma (因果の子?, Inga no ko) - 31. Desiderio (求める?, Motomeru) - 32. L'oscurità nell'interstizio (狭間の闇で?, Hazama no yami de) - 33. L'invisibile colore del sangue (血の色の見えずとも?, Chi no iro no miezutomo) - 34. Il filo di vetro (硝子の糸?, Garasu no ito) - 35. Sulla riva (波打ち際で?, Namiuchigiwa de) |                                                                             |                  |                        |
| 4  | Trama Entra in scena un nuovo personaggio, Nogiku, giovane ragazza tenuta prigioniera nella sua villa dal padre, Atae Kaido, e da egli abusata. Quest'ultimo ha infatti perso il lume della ragione e non è in grado di riconoscere sua figlia dalla defunta moglie alla quale somiglia incredibilmente. Durante un impeto di follia del padre, Nogiku scopre che sua madre Sukeyo, morta quando era una bambina, era anch'ella tenuta prigioniera nella villa e che una donna dall'aspetto orribile di nome Izana le aveva rubato il volto e l'identità dopo averla baciata. Seppur non abbia ben compreso come ciò sia stato possibile, Nogiku realizza comunque che l'attrice Sukeyo Fuchi altri non era che Izana con l'aspetto di sua madre e scopre inoltre di avere una sorellastra chiamata Kasane. La ragazza pertanto uccide il padre e fugge dalla villa per mettersi sulle tracce della sorellastra con l'intento di vendicarsi, guadagnandosi da vivere prostituendosi. Nel frattempo Kasane, liberatasi del peso di dover mentire ai genitori di Nina, è in grado di recitare al meglio delle sue capacità e stringe un rapporto intimo con l'attore Nobuhiko Uno, lo stesso che prima si era scontrato con lei ma che ora vede come un'attrice eccellente. Saginuma, uno degli addetti alle scenografie e cliente di Nogiku, la invita a vedere lo spettacolo a cui sta lavorando e lì, attratta dalla bravura della protagonista, fa la conoscenza di Kasane sotto le spoglie di Nina Tanzawa. Le due stringono una sincera amicizia senza sospettare l'una dell'identità dell'altra. Tuttavia Nogiku è ancora sulle tracce della vera Kasane e incarica Yuto Amagasaki, un altro suo cliente abituale, di trovare l'indirizzo della sorella. |                                                                             |                  |                        |
| 5  | 23 marzo 2015 | ISBN 978-4-06-354564-7                                                      | 3 febbraio 2021  | ISBN 978-88-349-0488-6 |
| 5  | Capitoli - 36. Vestigia (残痕?, Zankon) - 37. Non voler vedere, non poter vedere (見ようとしない／見てはいけない?, Miyō to shinai/Mite wa ikenai) - 38. Una mano tesa (差しのべられた手?, Sashinoberareta te) - 39. Palmi luridi (よごれた手のひら?, Yogoreta tenohira) - 40. Bugiarda (嘘吐き?, Usotsuki) - 41. Yuto Amagasaki (天ヶ崎祐賭?, Amagasaki Yūto) - 42. Fuoco d'inferno (業火?, Gōka) - 43. Sui propri passi (遡る?, Sakanoboru) - 44. Crepe (亀裂?, Kurakku) |                                                                             |                  |                        |
| 5  | Trama Nogiku viene aggredita da uno dei suoi clienti e viene aiutata da Kasane (con l'aspetto di Nina), la quale la invita a passare la notte da lei. Amagasaki intanto continua la sua indagine per rintracciare Kasane e contatta Nogiku per dirle che la sua sorellastra in passato è stata l'agente di Nina Tanzawa, prima di buttarsi dal tetto di un edificio e cadere in coma, senza ovviamente sospettare che le due in realtà si erano scambiate il volto. Durante la serata trascorsa a casa di Nina, Nogiku scopre una stanza tenuta sotto chiave e, tramite un tranello, riesce a entrarvi; lì scopre il corpo esanime di Nina (con l'aspetto di Kasane). Nina, un'attrice bellissima, e Kasane, una donna mostruosa tenuta prigioniera a casa sua: Nogiku nota immediatamente il parallelismo con sua madre, la quale somigliava incredibilmente alla ragazza in coma e tenuta anch'ella prigioniera dalla bellissima attrice Izana, la quale le aveva tuttavia rubato volto e identità. Nogiku inizia quindi a nutrire dei sospetti su Nina, pensando che anche lei possa aver fatto la stessa cosa e che in realtà lei possa essere Kasane. La ragazza allora incarica Amagasaki di indagare su Nina Tanzawa e si mette in contatto con la madre Tsugumi, la quale le racconta i suoi dubbi circa la vera identità della figlia e confermando quindi i suoi sospetti. Nogiku poi si reca alla villa del padre e lì trova un taccuino dove viene menzionato un pigmento vermiglio dal magico potere di scambiare i volti delle persone, collegandolo subito al rossetto indossato da Kasane tramandatole da sua madre Izana, la quale l'aveva usato in passato proprio con Sukeyo Fuchi, la madre di Nogiku. |                                                                             |                  |                        |
| 6  | 23 luglio 2015 | ISBN 978-4-06-354583-8                                                      | 7 aprile 2021    | ISBN 978-88-349-0589-0 |
| 6  | Capitoli - 45. La porta (扉?, Tobira) - 46. Lo zoo di vetro (ガラスの動物園?, Garasu no dōbutsuen) - 47. Un rumore di vetri infranti (砕け散る音?, Kudakechiru oto) - 48. Tocco (触れる?, Fureru) - 49. Ricordi bianchi (白い記憶?, Shiroi kioku) - 50. Perdita (消失?, Ushinau) - 51. Confessione (独白?, Dokuhaku) - 52. Cala il sipario (幕切れ?, Makugire) - 53. Il fondo dell'abisso (どん底?, Donzoko) |                                                                             |                  |                        |
| 6  | Trama Nogiku, che ha stretto amicizia con la madre di Nina, durante una delle sue visite a casa di quest'ultima ruba il doppione della chiave dell'appartamento della figlia. Approfittando dell'assenza di Kasane, la quale è impegnata con le prove de Lo zoo di vetro di Tennessee Williams, Nogiku si intrufola in casa sua per indagare e lì scopre che Nina in realtà non è in coma ma ha la sindrome del chiavistello: la ragazza è in grado di sentire e di intendere, ma è totalmente paralizzata tranne che per due dita della mano sinistra. Nogiku riesce a comprendere ciò che Nina vuole comunicare tramite il metodo delle sillabe, il quale prevede un movimento delle dita da parte di Nina ogni volta che Nogiku pronuncia la sillaba che Nina vuole pronunciare. È in questo modo che la ragazza apprende la sua storia e di come Kasane le abbia rubato la vita. Su sua richiesta, Nogiku la soffoca con un cuscino e Kasane si ritrova quindi senza il suo volto in quanto il potere del rossetto non funziona sulle persone morte. Con l'aiuto di Habuta, Kasane mette in scena la scomparsa dell'attrice Nina Tanzawa e si ritira in una piccola città dove cade in preda alla depressione, finché un giorno decide di contattare Nogiku. |                                                                             |                  |                        |
| 7  | 20 novembre 2015 | ISBN 978-4-06-354598-2                                                      | 3 giugno 2021    | ISBN 978-88-349-0662-0 |
| 7  | Capitoli - 54. Trappola per insetti (誘蛾灯?, Yūgatō) - 55. Morsi reciproci (喰い合い?, Kuiai) - 56. Coinvolgimento (累ねる?, Rui neru) - 57. Il fuoco e il sigillo (火と刻印?, Hi to kokuin) - 58. L'arcobaleno (虹?, Niji) - 59. In fiore (咲く?, Saku) - 60. La donna chiamata Saki (咲朱という女?, Saki toiu onna) - 61. Pelle ustionata (焼けた肌?, Yaketa hada) - 62. Sfumature (色彩?, Iro moyō) |                                                                             |                  |                        |
| 7  | Trama Kasane si incontra con Nogiku, ignara che la sorellastra abbia scoperto il suo segreto. Affermando di voler rinunciare alla sua bellezza che le ha portato solo sofferenza, Nogiku spinge Kasane a stringere un patto con lei in cui le presterà il suo bellissimo volto. Tuttavia, a causa della grande somiglianza con Sukeyo Fuchi e grazie al fatto di aver lavorato con quest'ultima, Habuta scopre subito la vera identità di Nogiku, ossia la figlia di Atae Kaido e sorellastra minore di Kasane. Nogiku e Habuta fanno ritorno alla villa di Kaido, ma la ragazza appicca un incendio seppellendo la casa e il suo passato nella cenere. Kasane, col volto di Nogiku, riprende la carriera di attrice sotto lo pseudonimo di Saki. Habuta riesce a farle ottenere il ruolo di Lady Macbeth, protagonista femminile dell'omonima tragedia di William Shakespeare. Si tratta di un ruolo importante in quanto è stato l'ultimo interpretato dalla leggendaria attrice Sukeyo Fuchi; inoltre, lo spettacolo è diretto dal famoso regista Yoshio Fujihara e al fianco di Kasane recita Nobuhiko Uno, suo collega e amante ai tempi de Lo zoo di vetro quando Kasane viveva sotto l'identità di Nina Tanzawa. |                                                                             |                  |                        |
| 8  | 22 aprile 2016 | ISBN 978-4-06-354615-6                                                      | 4 agosto 2021    | ISBN 978-88-349-0718-4 |
| 8  | Capitoli - 63. Profezia (予言?, Yogen) - 64. Spettri (亡霊?, Bōrei) - 65. La vostra paziente (患者?, Kanja) - 66. Il colore del sangue (血色?, Chi no iro) - 67. Un attimo effimero (束間?, Tsukanoma) - 68. Sonno (睡眠?, Suimin) - 69. La fiamma (灯火?, Tomoshibi) - 70. La spada (短剣?, Tsuruza) - 71. Zanne velenose (毒牙?, Dokuga) |                                                                             |                  |                        |
| 8  | Trama Kasane inizia le prove per Macbeth con una certa ansia, in quanto quello è stato l'ultimo ruolo interpretato da sua madre. Inoltre, man mano che le prove avanzano, come l'omonimo personaggio anche lei inizia ad essere perseguitata dal ricordo di Nina che è morta a causa sua. Nogiku, che finora aveva vissuto a casa di Amagasaki e al quale aveva mostrato il potere del rossetto, approfitta della debolezza della sorellastra per trasferirsi a vivere da lei, cosicché possano effettuare lo scambio di viso due volte al giorno ad orari prestabiliti. Una sera Kasane, di ritorno dalle prove con addosso il volto di Nogiku, viene avvicinato da Saginuma, membro dello staff del teatro che l'ha riconosciuta come Nogiku perché in passato è stato un suo cliente abituale. Kasane spaventata torna a casa e racconta a Nogiku l'accaduto. Quest'ultima confessa di essere stata una prostituta in passato e per tale ragione era suo desiderio cambiare volto e ricominciare una vita nuova. La ragazza sfrutta questa rivelazione per guadagnare ancor di più la fiducia di Kasane e di Habuta poiché in realtà sta preparando la sua vendetta: il giorno dell'ultima rappresentazione di Macbeth, Nogiku sottrae di nascosto il rossetto a Kasane e lo butta via, sostituendolo con uno normale, in modo che il volto della sorellastra si ritrasformi in quello originale mentre lei è sul palco, davanti a tutti e all'apice del successo. |                                                                             |                  |                        |
| 9  | 23 agosto 2016 | ISBN 978-4-06-354632-3                                                      | 6 ottobre 2021   | ISBN 978-88-349-0768-9 |
| 9  | Capitoli - 72. Rovina (終焉?, Shūen) - 73. Risveglio (覚醒?, Kakusei) - 74. Immortalità (不滅?, Fumetsu) - 75. Dalla pioggia vespertina 1 (夜の雨の中より①?, Yoru no ame no naka yori 1) - 76. Dalla pioggia vespertina 2 (夜の雨の中より②?, Yoru no ame no naka yori 2) - 77. Dalla pioggia vespertina 3 (夜の雨の中より③?, Yoru no ame no naka yori 3) - 78. Dalla pioggia vespertina 4 (夜の雨の中より④?, Yoru no ame no naka yori 4) - 79. Dalla pioggia vespertina 5 (夜の雨の中より⑤?, Yoru no ame no naka yori 5) - 80. Dalla pioggia vespertina 6 (夜の雨の中より⑥?, Yoru no ame no naka yori 6) |                                                                             |                  |                        |
| 9  | Trama Il piano di Nogiku fallisce: il viso di Kasane non si ritrasforma nel suo originale e la ragazza sviene in preda allo sgomento. Più tardi, si ritrova legata in uno scantinato con Kasane e Habuta, il quale rivela che entrambi avevano già colto il suo piano. Nogiku confessa di aver ucciso Nina e di aver cercato di distruggere il rossetto per vendicare la morte della madre, la vera Sukeyo Fuchi, sfruttata da Izana, la madre di Kasane. Dopo un breve confronto, Nogiku resta imprigionata, Kasane e Habuta si congedano e questi comincia a raccontarle la storia di sua madre. Izana nacque nel villaggio di Akeiwa dove tra gli abitanti vi era la superstizione che se una bambina dal volto orrendo fosse nata nell'anno del cavallo del fuoco, ella sarebbe dovuta morire. Izana venne però salvata dall'ostetrica che l'aveva fatta nascere e crebbe in segreto. Scoperto il potere del rossetto, rubò il volto di una ragazza del luogo, Namino Tsuki, e diede alle fiamme il villaggio: 14 persone morirono e Habuta fu l'unico superstite. Fuggita in città, il suo aspetto le impediva ancora di vivere normalmente e, in cerca di un nuovo viso da rubare, incontrò Sukeyo Fuchi, attrice teatrale che la accolse in casa propria. Una sera Sukeyo si ammalò e non poteva recitare; Izana le suggerì di riposarsi ma, nel sonno, la baciò e la sostituì nella rappresentazione serale: lì nacque l'attrice Sukeyo Fuchi che tutti avrebbero conosciuto in futuro. Il giorno dopo le due strinsero un patto: prima di ogni spettacolo si sarebbero scambiate così che Izana potesse recitare e Sukeyo potesse dedicarsi alla creazione dei costumi, la sua vera passione. Izana, col volto di Sukeyo, divenne presto un'attrice di grande clamore e dopo 4 anni venne notata dal regista Atae Kaido che le offrì un ruolo nella sua nuova opera, pertanto le due donne si unirono alla sua troupe. Habuta nel frattempo aveva ritrovato Izana e iniziò a lavorare nella stessa compagnia. Tempo dopo, Sukeyo e Kaido si sposarono e la donna restò incinta di Kasane ma alla sua nascita lui non riuscì a riconoscerla come sua figlia: la bimba non somigliava a nessuno dei genitori e Kaido ingaggiò un detective per scoprire se era stato tradito. Ciò che in realtà scoprì fu il segreto dello scambio di volti e perciò allontanò sia la moglie che la neonata. La vera Sukeyo, da sempre innamorata di Kaido, prese il posto di Izana come sua moglie e i due iniziarono a convivere, ma la salute mentale di Kaido era ormai provata e decise quindi di tornare assieme a Izana. |                                                                             |                  |                        |
| 10 | 22 dicembre 2016 | ISBN 978-4-06-354649-1                                                      | 1º dicembre 2021 | ISBN 978-88-349-0860-0 |
| 10 | Capitoli - 81. Dalla pioggia vespertina 7 (夜の雨の中より⑦?, Yoru no ame no naka yori 7) - 82. Dalla pioggia vespertina 8 (夜の雨の中より⑧?, Yoru no ame no naka yori 8) - 83. Dalla pioggia vespertina 9 (夜の雨の中より⑨?, Yoru no ame no naka yori 9) - 84. Un infinito epilogo (終わらない終章?, Owaranai epiroogu) - 85. Solitudine a due (二人の孤高?, Futari no kokō) - 86. Voltati e fatti avanti (巡り、現れる?, Meguri, arawareru) - 87. Il planetario (プラネタリウム?, Puranetariumu) - 88. Le Pleiadi (すばる?, Subaru) - 89. Un'ombra familiare (知っている俤?, Shitteiru kage) |                                                                             |                  |                        |
| 10 | Trama Continua il racconto di Habuta riguardo al passato di Izana. Kaido non era soddisfatto della sua attuale moglie in quanto Sukeyo non possedeva alcun talento recitativo e pertanto non avrebbe mai potuto sostituire Izana. Questo, unito al trauma dell'aver scoperto dell'inganno della ex-moglie, spinse il regista a prendere una decisione estrema: incurante del fatto che Sukeyo fosse incinta di Nogiku, Kaido decise di ritornare con Izana e imprigionò Sukeyo nella sua villa così che Izana potesse rubarle liberamente il suo aspetto. L'attrice Sukeyo Fuchi tornò quindi a calcare il palcoscenico finché non si ritrovò ad interpretare Lady Macbeth nell'omonima opera scespiriana. A seguito di quel ruolo, distrutta dai sensi di colpa per i crimini commessi, Izana decise di scappare da Kaido dopo aver trovato un modo per scambiare permanentemente i volti con Sukeyo. In quell'occasione incontrò nuovamente Habuta e gli chiese di prendersi cura di Kasane, qualora lei non ci fosse più stata. Senza la sua attrice di punta, nessuno volle più lavorare con Kaido che, in preda alla disperazione, si recò a casa di Izana e rapì sua figlia per poi spingerla da un ponte: Izana si tuffò dietro di lei e riuscì a salvarla, ma a costo della propria vita. Si torna al presente e Kasane continua a vivere come l'attrice Saki, rubando giornalmente il volto di Nogiku. La giovane ottiene la parte della protagonista nella nuova opera di Yoshio Fujihara, ruolo condiviso con Iku Igarashi, la vecchia compagna di Kasane nel club di teatro del liceo. Nel frattempo Yuto si mette alla ricerca di Nogiku e inizia a indagare su Kasane, scoprendo che l'attrice Iku Igarashi era sua compagna di club. Decide quindi di avvicinarsi a lei e di rivelarle il potere del rossetto e di come Kasane Fuchi sia in realtà la sua collega di teatro Saki. |                                                                             |                  |                        |
| 11 | 23 giugno 2017 | ISBN 978-4-06-354667-5                                                      | 9 febbraio 2022  | ISBN 978-88-349-0912-6 |
| 11 | Capitoli - 90. Gli estremi confini (最果て?, Saihate) - 91. Una goccia di stelle (星・ひとしずく?, Hoshi・Hitoshizuku) - 92. L'attrice (女優?, Joyū) - 93. L'inganno (はかる?, Hakaru) - 94. Un viso mancante (不在の顔?, Fuzai no kao) - 95. La donna senza volto (顔のない女?, Kao no nai onna) - 96. Impronte di piedi nudi (はだしの足跡?, Hadashi no ashiato) - 97. Ciò che resta in palmo di mano (てのひらに残る?, Tenohira ni nokoru) - 98. Un paesaggio visto di sfuggita (肩ごしの景色?, Katagoshi no keshiki) |                                                                             |                  |                        |
| 12 | 23 ottobre 2017 | ISBN 978-4-06-354691-0                                                      | 21 aprile 2022   | ISBN 978-88-349-0973-7 |
| 12 | Capitoli - 99. Emergendo dal profondo del cuore (むな底に顕つ?, Muna soko ni tatsu) - 100. In superficie (表層のうえで?, Hada no ue de) - 101. Un dito puntato (さししめす指?, Sashishimesu yubi) - 102. Cristallo di sangue (血の結晶?, Chi no kesshō) - 103. Un corpo distante (遠ざかる肉体?, Tōzakaru nikutai) - 104. Creature identiche (同じ生きもの?, Onaji ikimono) - 105. L'albeggiare (早暁?, Sōgyō) - 106. Il regista (演出家?, Enshutsuka) - 107. Cose invisibili (見えないもの?, Mienai mono) |                                                                             |                  |                        |
| 13 | 23 aprile 2018 | ISBN 978-4-06-511133-8 (ed. regolare) ISBN 978-4-06-511252-6 (ed. limitata) | 9 giugno 2022    | ISBN 978-88-349-1042-9 |
| 13 | Capitoli - 108. Ombre visibili (見えるは影?, Mieru wa kage) - 109. Osservando fantasmi (姿に望みし?, Kage ni nozomi shi) - 110. Un demone da affrontare (のぞむべき鬼?, Nozomubeki mono) - 111. Una pallida imitazione (鬼女のはて?, Nare no hate) - 112. Il frutto 1 (果実①?, Kajitsu 1) - 113. Il frutto 2 (果実②?, Kajitsu 2) - 114. Il frutto 3 (果実③?, Kajitsu 3) - 115. Il frutto 4 (果実④?, Kajitsu 4) - 116. Un'ultima danza (仕舞?, Shimai) - Extra. Sazanami no Ito (漣の糸? lett. "Il filo del disagio") (presente solo nell'edizione limitata giapponese) |                                                                             |                  |                        |
| 14 | 7 settembre 2018 | ISBN 978-4-06-512567-0                                                      | 10 agosto 2022   | ISBN 978-88-349-1097-9 |
| 14 | Capitoli - 117. Nata dall'abisso (奈落より生まれ?, Naraku yori umare) - 118. Balenando nel buio (闇に明滅し?, Yami ni meimetsushi) - 119. Anche dopo l'alzata del sipario (幕を出でて尚?, Makuwo idete nao) - 120. Impazienza (もがく?, Mogaku) - 121. E poi, sul palcoscenico deserto (そして空舞台で?, Soshite kara butai de) - 122. Come un corpo vuoto (空の身体のまま?, Kara no shintai no mama) - 123. Orribile, semplicemente orribile (醜く只醜く?, Minikuku tada minikuku) - 124. Finché non calerà il sipario (幕引く最期まで?, Maku hiku toki made) - 125. Danzate, frammenti (おどる、欠片たち?, Odoru, kakeratachi) - Capitolo finale. Chiamata alla ribalta (カーテンコール?, Kātenkōru) |                                                                             |                  |                        |

### Artbook
In concomitanza con l'uscita dell'ultimo volume, è stato pubblicato un artbook dal titolo Kōkō (紅虹?, lett. "Arcobaleno cremisi"). Il volume, di formato più grande rispetto a quelli della serie, contiene tutte le tavole a colori apparse sulle pagine di Evening assieme a tutte le illustrazioni promozionali riguardanti il manga.
| Data di prima pubblicazione | Data di prima pubblicazione | Data di prima pubblicazione |
| Giapponese                  | Giapponese                  |                             |
| --------------------------- | --------------------------- | --------------------------- |
| 7 settembre 2018            | ISBN 978-4-06-513569-3      |                             |

### Romanzo
Un romanzo dal titolo Izana (誘?) è stato pubblicato il 16 dicembre 2014. Scritta sempre da Daruma Matsuura (qui al suo debutto come autrice di romanzi), l'opera ha per protagonista Izana, la madre di Kasane, e racconta la sua vita al villaggio di Akeiwa, dalla sua nascita tenuta nascosta agli occhi del mondo fino alla sua vendetta consumata una volta compiuti 18 anni nella quale ha dato alle fiamme il villaggio e i suoi abitanti. Il romanzo è stato lodato dallo scrittore di gialli e horror Yukito Ayatsuji che lo ha definito "un esempio di scrittura che va ben oltre lo stile di un mangaka" ed ha apprezzato le abilità dell'autrice nel mescolare horror e mistero spingendo verso l'atteso finale tragico.
| Data di prima pubblicazione | Data di prima pubblicazione | Data di prima pubblicazione |
| Giapponese                  | Giapponese                  |                             |
| --------------------------- | --------------------------- | --------------------------- |
| 16 dicembre 2014            | ISBN 978-4-06-139910-5      |                             |

### Live action
Un film live-action è stato annunciato con l'uscita del volume 11 del manga a metà del 2017 e distribuito nei cinema giapponesi il 7 settembre 2018. Tale trasposizione ha come protagoniste Kasane Fuchi e Nina Tanzawa, interpretate rispettivamente da Kyōko Yoshine e Tao Tsuchiya. Il film è scritto da Tsutomu Kuroiwa e diretto da Yūichi Satō mentre il cast è composto da:
| Personaggio     | Interprete                   |
| --------------- | ---------------------------- |
| Kasane Fuchi    | Kyōko Yoshine e Tao Tsuchiya |
| Nina Tanzawa    | Tao Tsuchiya e Kyōko Yoshine |
| Reita Ugō       | Yū Yokoyama                  |
| Sukeyo Fuchi    | Rei Dan                      |
| Kingo Habuta    | Tadanobu Asano               |
| Mineyo Fuchi    | Mariko Tsutsui               |
| Tsugumi Tanzawa | Tomoko Ikuta                 |
| Yoshio Fujihara | Kunio Murai                  |

## Accoglienza
Keiichi Tanaka, fumettista e impiegato di Book Live, ha definito Kasane "l'opera più sconvolgente dai tempi di Death Note". A febbraio del 2015, a seguito di un sondaggio condotto su oltre 2.000 impiegati, Kasane si è classificata 9ª tra le serie sotto i 5 volumi raccomandate dai librai giapponesi. Sempre nello stesso mese, in occasione della prima edizione dei Next Manga Awards, premiazione annuale per i nuovi manga emergenti sponsorizzata dalla rivista Da Vinci della Kadokawa e dal sito Niconico, l'opera si è piazzata al 10º posto su 20 tra i nuovi manga in circolazione. È stato tra i 14 manga a ricevere una nomination per il premio Manga Taishō nel 2015, classificandosi decimo con 30 punti. Il manga è stato inoltre candidato per la categoria generale alla 39ª edizione del Premio Kōdansha per i manga. Nell'edizione del 2019 della guida annuale Kono manga ga sugoi! di Takarajimasha, il manga figura al quattordicesimo posto tra le letture consigliate ad un pubblico maschile.
Nel 2018, con 12 volumi pubblicati, le copie in circolazione del manga erano oltre 2 milioni.